# Lotus 21
Lotus 21 – samochód Formuły 1, zaprojektowany przez Colina Chapmana i skonstruowany przez Team Lotus. Samochód, napędzany silnikiem Climax FPF, zadebiutował Grand Prix Monako 1961 i był modelem, który zapewnił fabrycznemu zespołowi Lotusa pierwsze zwycięstwo (Innes Ireland w Grand Prix USA 1961).
Zbudowano 10 egzemplarzy modelu, z czego pięć zostało zniszczonych.

## Wyniki w Formule 1
| Legenda oznaczeń w tabelach wyników Wyświetl szablon na nowej stronie | Legenda oznaczeń w tabelach wyników Wyświetl szablon na nowej stronie                                                                     |
| Oznaczenie                                                            | Wyjaśnienie |
| --------------------------------------------------------------------- | --- |
| Złoty                                                                 | Zwycięzca lub mistrzostwo |
| Srebrny                                                               | 2. miejsce lub wicemistrzostwo |
| Brązowy                                                               | 3. miejsce lub II wicemistrzostwo |
| Zielony                                                               | Ukończył, punktował (w klasyfikacji generalnej, gdy zdobył co najmniej jeden punkt na przestrzeni sezonu, poza trzema powyższymi opcjami) |
| Niebieski                                                             | Ukończył, nie punktował (w klasyfikacji generalnej, gdy nie zdobył co najmniej jednego punktu na przestrzeni sezonu)                      |
| Czerwony                                                              | Nie zakwalifikował się (NZ) |
| Czerwony                                                              | Nie prekwalifikował się (NPK) |
| Różowy                                                                | Nie ukończył (NU) |
| Różowy                                                                | Niesklasyfikowany (NS) (w klasyfikacji generalnej, gdy nie został sklasyfikowany w żadnym wyścigu sezonu)                                 |
| Czarny                                                                | Zdyskwalifikowany (DK) |
| Czarny                                                                | Wykluczony (WYK/EX) |
| Biały                                                                 | Nie wystartował (NW) |
| Biały                                                                 | Kontuzjowany (K/INJ) |
| Biały                                                                 | Wyścig odwołany (OD/C) |
| Bez koloru                                                            | Został wycofany (WYC/WD) |
| Bez koloru                                                            | Nie przybył (NP/DNA) |
| Bez koloru                                                            | Nie brał udziału w treningach (NT/DNP) |
| Bez koloru                                                            | Nie został zgłoszony (–) |
| Pogrubienie                                                           | Start z pole position |
| Kursywa                                                               | Najszybsze okrążenie wyścigu |
| †                                                                     | Nie ukończył, ale jego rezultat został zaliczony ze względu na przejechanie więcej niż 90% dystansu wyścigu.                              |
| *                                                                     | Sezon w trakcie |
| 1/2/3                                                                 | Punktowana pozycja w sprincie kwalifikacyjnym                                                                                             |
| Lista systemów punktacji Formuły 1                                    | |

| Rok  | Zespół                 | Silnik | Opony | Kierowcy        | 1   | 2   | 3   | 4   | 5   | 6   | 7   | 8   | 9   | 10  | Pkt.    | Msc. |
| ---- | ---------------------- | ------ | ----- | --------------- | --- | --- | --- | --- | --- | --- | --- | --- | --- | --- | ------- | ---- |
| 1961 | Team Lotus             | Climax | D     |                 | MCO | NLD | BEL | FRA | GBR | DEU | ITA | USA |     |     | 23 (32) | 2    |
| 1961 | Team Lotus             | Climax | D     | Jim Clark       | 10  | 3   | 12  | 3   | NU  | 4   | NU  | 7   |     |     | 23 (32) | 2    |
| 1961 | Team Lotus             | Climax | D     | Innes Ireland   | NW  |     | NU  | 4   | 10  | NU  |     | 1   |     |     | 23 (32) | 2    |
| 1961 | Team Lotus             | Climax | D     | Willy Mairesse  |     |     |     | NU  |     |     |     |     |     |     | 23 (32) | 2    |
| 1961 | Rob Walker Racing Team | Climax | D     | Stirling Moss   |     |     |     |     |     |     | NU  |     |     |     | 23 (32) | 2    |
| 1962 | Ecurie Filipinetti     | Climax | D     |                 | NLD | MCO | BEL | FRA | GBR | DEU | ITA | USA | ZAF |     | 1 (36)  | 2    |
| 1962 | Ecurie Filipinetti     | Climax | D     | Jo Siffert      |     | NZ  | 10  | 12  |     |     |     |     |     |     | 1 (36)  | 2    |
| 1962 | Jim Hall               | Climax | D     | Jim Hall        |     |     |     |     |     |     |     | NW  |     |     | 1 (36)  | 2    |
| 1962 | Ernest Pieterse        | Climax | D     | Ernest Pieterse |     |     |     |     |     |     |     |     | 10  |     | 1 (36)  | 2    |
| 1962 | Neville Lederle        | Climax | D     | Neville Lederle |     |     |     |     |     |     |     |     | 6   |     | 1 (36)  | 2    |
| 1963 | Lawson Organisation    | Climax | D     |                 | MCO | BEL | NLD | FRA | GBR | DEU | ITA | USA | MEX | ZAF | 0 (54)  | 1    |
| 1963 | Lawson Organisation    | Climax | D     | Ernest Pieterse |     |     |     |     |     |     |     |     |     | NU  | 0 (54)  | 1    |
| 1965 | Lawson Organisation    | Climax | D     |                 | ZAF | MCO | BEL | FRA | GBR | NLD | DEU | ITA | USA | MEX | 0 (54)  | 1    |
| 1965 | Lawson Organisation    | Climax | D     | Ernest Pieterse | NZ  |     |     |     |     |     |     |     |     |     | 0 (54)  | 1    |
| 1965 | Scuderia Scribante     | Climax | D     | Neville Lederle | NZ  |     |     |     |     |     |     |     |     |     | 0 (54)  | 1    |